# نصب نيكولاي غاستيلو
نصب نيكولاي غاستيلو التذكاري (بالروسية: Памятник Гастелло) هو نصب تذكاري مُخصّص للطيار الشهير نيكولاي غاستيلو، بطل الاتحاد السوفيتي، الذي توفي في اليوم الرابع من الحرب الوطنية العظمى.
تم بناء النصب التذكاري في عام 1985 في موسكو.։